# Banyudono (Ponorogo)
Banyudono is een bestuurslaag in het regentschap Ponorogo van de provincie Oost-Java, Indonesië. Banyudono telt 4698 inwoners (volkstelling 2010).